# Teodor Majkowicz
Teodor Majkowicz (ur. 6 stycznia 1932 w Rzepedzi, zm. 9 maja 1998 w Krakowie), polski duchowny katolicki obrządku greckokatolickiego, pierwszy biskup eparchialny wrocławsko-gdański od 1996.

## Życiorys
Urodzony w Rzepedzi w rodzinie rolniczo-robotniczej, w 1947 wraz z rodzicami (Janem i Marią z domu Harhaj) został przesiedlony do Bartoszyc w województwie olsztyńskim. Uczęszczał do liceum w Bartoszycach, maturę zdał w pallotyńskim Niższym Seminarium Duchownym w Wadowicach w 1951 i w tymże roku podjął studia w Wyższym Seminarium Duchownym "Hosianum" w diecezji warmińskiej. Święcenia kapłańskie przyjął 24 czerwca 1956 w konkatedrze św. Jakuba w Olsztynie z rąk biskupa pomocniczego podlaskiego Mariana Jankowskiego. Skierowany został do pracy w charakterze wikariusza w parafii św. Brunona w Bartoszycach, ale wskutek odmowy zatwierdzenia tej nominacji przez władze państwowe podjął pracę duszpasterską w Reszlu, gdzie był wikariuszem w parafii świętych Piotra i Pawła (1956–1959), prefektem szkolnym i kapelanem szpitala. Potem był wikariuszem w Elblągu (parafia św. Wojciecha) i administratorem parafii Zwiastowania Najświętszej Maryi Panny w Nowej Wiosce-Trumiejkach. W 1962 został wikariuszem parafii Najświętszego Zbawiciela i Wszystkich Świętych w Dobrym Mieście, z zadaniem obsługi duszpasterskiej grekokatolików dobromiejskim, reszelskich i pieniężeńskich. 
Jesienią 1967 został urlopowany z diecezji warmińskiej i ze względów zdrowotnych przeniesiony do Przemyśla. Podjął tamże aktywną współpracę z księdzem mitratem Bazylim Hrynykiem. W greckokatolickiej parafii katedralnej św. Jana Chrzciciela (potem Serca Pana Jezusa) w Przemyślu był kolejno wikariuszem-substytutem, wikariuszem-kooperatorem, wikariuszem-ekonomem, wreszcie od 1985 proboszczem. Posługę duszpasterską niósł wspólnotom grekokatolików m.in. w Komańczy, Kulasznem, rodzinnej Rzepedzi, Ustrzykach Dolnych, Nowicy, Przysłopie, Uściu Gorlickim, Łosiu, Pętnej-Mustałowie, Jarosławiu, Chotyńcu. Przyczynił się do budowy kościoła w Komańczy. Po uzupełnieniu studiów na Katolickim Uniwersytecie Lubelskim (licencjat teologii w 1975) był rektorem Wyższego Seminarium Duchownego dla kleryków obrządku greckokatolickiego (1982–1991), mieszczącego się w siedzibie Lubelskiego Wyższego Seminarium Duchownego. Wcześniej (od 1969) pełnił funkcję prefekta greckokatolickich seminarzystów w lubelskim seminarium.  
Obdarzony godnością mitrata, od 1989 był kanonikiem gremialnym greckokatolickiej kapituły katedralnej w Przemyślu. W 1991 został wikariuszem generalnym eparchii przemyskiej i kanclerzem Kurii Biskupiej, przewodniczył w Kurii Wydziałowi Duszpasterskiemu i Finansowemu. 31 maja 1996, po ustanowieniu eparchii wrocławsko-gdańskiej, mianowany został jej pierwszym biskupem eparchialnym. Sakry udzielił mu w archikatedrze w Przemyślu sekretarz Kongregacji ds. Kościołów Wschodnich arcybiskup Myrosław Marusyn, z towarzyszeniem arcybiskupa metropolity przemysko-warszawskiego Jana Martyniaka i biskupa Juliana Gbura z greckokatolickiej archieparchii lwowskiej. Jako dewizę biskupią Majkowicz przyjął "Scio Cui Credidi" ("Wiem, Komu uwierzyłem"). W Episkopacie Polski wszedł w skład Komisji Charytatywnej oraz Rady ds. Ekumenizmu. Zasiadał też w Synodzie Cerkwi Greckokatolickiej. Publikował prace z dziejów Kościoła greckokatolickiego w Polsce, m.in. w zbiorze Polska-Ukraina. 1000 lat sąsiedztwa.
Zmarł w Krakowie po długiej chorobie serca 9 maja 1998. Pochowany został w Rzepedzi.